# 河北郡 (中國)
河北郡，十六國後秦置河北郡，東晉義熙十三年（417年）晉將檀道濟、沈林子自陝北渡黃河，攻克襄邑堡，後秦河北太守薛帛奔河東。胡三省注云：「襄邑堡在河北郡河北縣，漢、晉屬河東郡，秦分立河北郡。」河北縣在今山西省芮城縣北5里。
元熙元年（419年）夏將叱奴侯提克蒲坂，毛德祖退守虎牢。河北當在此時棄守。
北魏太和十一年（487年）河北郡移治大陽縣（今山西省平陸縣西南三門峽水庫區）。
東魏時屬陝州，下領北安邑、南安邑、河北、太陽4縣。
隋朝開皇三年（583郡）廢郡。